# Ștefan Bănică Junior

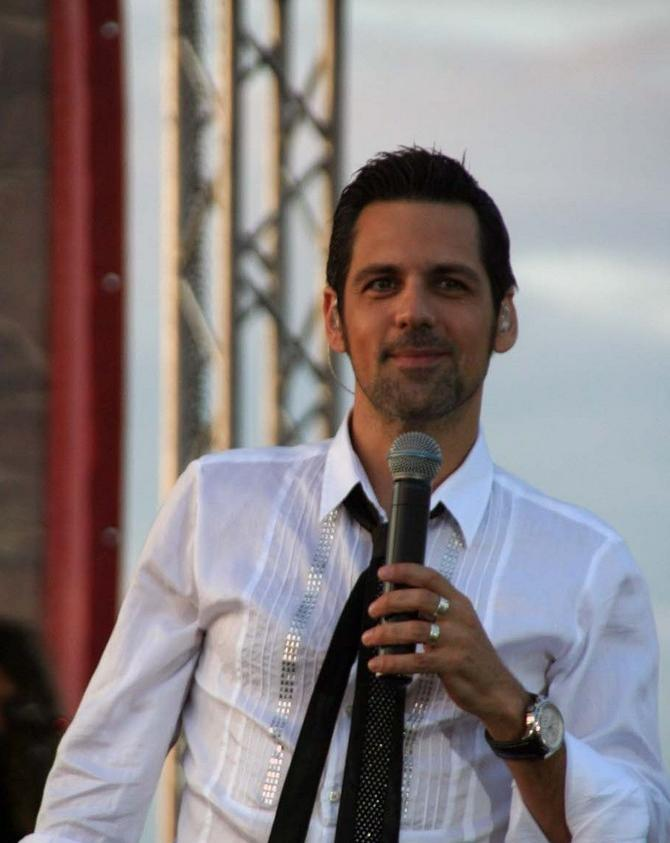
Ștefan Bănică (2009)

Ștefan Bănică Junior (* 18. Oktober 1967 in Bukarest, Rumänien) ist ein rumänischer Schauspieler und Sänger.

## Leben
Ștefan Bănică Junior ist der Sohn der Journalistin Sanda Vlad-Liteanu und des Schauspielers und Sängers Ștefan Bănică. Seine Eltern ließen sich scheiden, als er noch relativ jung war. Er wuchs daraufhin bei seiner Mutter und seinen Großeltern auf. Sein Schauspielstudium absolvierte er 1985 an der Nationaluniversität der Theater- und Filmkunst „Ion Luca Caragiale“. Anschließend spielte er die Figur des Mihao in den zwei Jugendfilmen Liceenii, welcher in Deutschland unter dem Titel Die Oberschüler erschien, und Liceenii Rock 'n' Roll mit.
Hauptsächlich ist Bănică allerdings als Musiker bekannt. Neben seinen ersten Veröffentlichungen 1992 mit Un actor, un rock'n'roll und 1996 mit Te rock frumos veröffentlichte er 2010 mit Super Love sein 13. Studioalbum.
Bănică moderierte ab der dritten Staffel Dansez pentru tine, die rumänische Version der britischen Tanzshow Strictly Come Dancing die zuerst bei Pro TV ausgestrahlt wurde, dann aber zu Antena 1. wechselte. Der zwischen 2006 und 2013 ausgestrahlte Tanzwettbewerb gehörte 2008 mit durchschnittlich 7,7 % Marktanteil pro Folge zu den erfolgreichsten Fernsehshows im rumänischen Fernsehen und ist Teil des Dancing with the Stars Franchise, zu dem auch die deutsche Sendung Let’s Dance zählt. Seit 2011 sitzt Bănică in der Jury der rumänischen Ausgabe von The X Factor.
Bănică ist zum dritten Mal verheiratet. Seine erste Ehe hatte er von 1997 bis 1999 mit der Moderatorin und Schauspielerin Mihaela Rădulescu. Von 2000 bis 2005 hatte er eine Beziehung mit Camelia Constantinescu. Aus dieser ging am 7. Februar 2002 sein erster Sohn Radu Ștefan hervor. Von 2006 bis 2013 war er mit der Moderatorin und Schauspielerin Andreea Marin Bănică verheiratet. Das Paar hat seit dem 15. Dezember 2007 die gemeinsame Tochter Violeta. 
Seit 2017 ist Bănică mit Lavinia Pârva verheiratet, die er 2013 kennenlernte. Im Mai 2019 wurden sie Eltern des gemeinsamen Sohnes Alexandru.

## Filmografie (Auswahl)
- 1986: Die Oberschüler (Liceenii)
- 1987: Extemporal la dirigentie
- 1992: Liceenii Rock 'n' Roll
- 2008: A Beautiful Life
- 2009: Ho Ho Ho

## Diskografie (Auswahl)
- Un actor, un rock'n'roll (1992)
- Te rock frumos (1996)
- Cel de acum (2000)
- Doar un Craciun cu tine (2000)

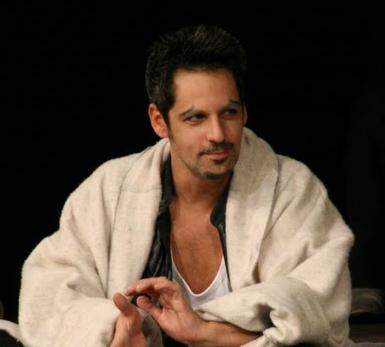
Ștefan Bănică (2007)

- De dragoste...in toate felurile (2001)
- In concert (2003)
- Zori de zi (2004)
- Numele tau cu Angela Ghiorghiu (2005)
- Duete (2005)
- Marile hituri (2007)
- Impreuna (2007)
- Un Craciun cu Stefan Banica (2009)
- Super Love (2010)